# Arvika kommun
Arvika kommun är en kommun i Värmlands län. Centralort är Arvika.
85 procent av kommunens yta utgörs av skog. Området är även rikt på sjöar. Den tidigare järnbrukskommunens näringsliv har genomgått stora förändringar och i början av 2020-talet är tillverkningsindustrier de största arbetsgivarna.
Från att kommunen bildades och fram till början av 2020-talet har invånarantalet varit stabilt. Med undantag för mandatperioden 1976 till 1979 har kommunen haft rött och  rödgrönt styre.

## Administrativ historik
Kommunens område motsvarar socknarna: Arvika, Bogen, Brunskog, Glava, Gunnarskog, Högerud, Mangskog, Ny, Stavnäs och  Älgå. I dessa socknar bildades vid kommunreformen 1862 landskommuner med motsvarande namn samt köpingskommunen Arvika köping, vilken 1911 ombildades till Arvika stad. 
Haga municipalsamhälle fanns i Arvika landskommun från 29 augusti 1913 till 1921 då det med andra delar av landskommunen överfördes till Arvika stad. 1944 inkorporerades återstående delen av Arvika landskommun med staden.
Vid kommunreformen 1952 bildades storkommunerna Brunskog (av de tidigare kommunerna Boda, Brunskog och Mangskog), Gunnarskog (av Bogen och Gunnarskog), Stavnäs (av Högerud, Stavnäs och Värmskog) samt Älgå (av Ny och Älgå). Glava landskommun samt Arvika stad förblev oförändrade.
Arvika kommun bildades vid kommunreformen 1971 av Arvika stad och storkommunerna Glava, Gunnarskog, Älgå samt huvuddelen av storkommunerna Brunskog och Stavnäs.
Kommunen ingick från bildandet till 7 februari 2005 i Arvika domsaga och ingår sen dess i Värmlands domsaga.

## Geografi
Kommunen gränsar till Torsby, Sunne, Kil, Grums, Säffle, Årjäng och Eda kommuner i Sverige, samt Kongsvinger i Norge. 

### Topografi och hydrografi
En mångfald av små och flera större långsträckta sprickdalar ger landskapet i kommunen dess karaktär. Mellan sprickdalarna finns massiv eller bergsribbor som når 200 till 300 meter över havet, vilka följer gnejsens strykningsriktning. Norr om Mangskog finns kommunen högsta punkt, Högfjällshöjden, som når 383 meter över havet. Totalt utgörs 85 procent av kommunens yta av skog. Kring sjöar och i dalbottnar är landskapet ljusare med lövträd, strandängar och bebyggelse. Där finns också odlingar med exempelvis korn, grönfoder och vall.
Arvika är Värmlands sjörikaste område. I  kommunen finns omkring 365 sjöar, varav den största är Glafsfjorden som är 93,82 kvadratkilometer. Andra större sjöar är Stora Gla, Gunnarn och Värmeln. Bland vattendrag återfinns Tobyälven i östra delen av kommunen och Glasälven i södra.
Nedan presenteras andelen av den totala ytan 2020 i kommunen jämfört med riket.
|  | Bebyggelse (3,6 %) |

|  | Skog (87,3 %) |

|  | Öppen myrmark (2,3 %) |

|  | Jordbruksmark (4,8 %) |

|  | Övrig mark (2,0 %) |

|  | Bebyggelse (3,1 %) |

|  | Skog (68,0 %) |

|  | Öppen myrmark (7,2 %) |

|  | Jordbruksmark (7,4 %) |

|  | Övrig mark (14,3 %) |

### Naturskydd
År 2022 fanns 11 naturreservat i kommunen. Bergs klätt är även skyddat som Natura 2000-område. Andra naturreservat som är klassade som Natura 2000-områden är  Glaskogen, Stömne, Öjenäsbäcken, Örvattnet samt Byamossarna. Byamossarnas beskyddare är Prins Carl Philip och  Prinsessan Sofia).
Öjenäsbäcken var det första reservatet i Värmland som bildades i syfte "att bevara hotade arter i vatten". I naturreservatet Rackstadskogen växer de rödlistade arterna brödtaggsvamp, grangråticka, porslinsblå spindling, gul taggsvamp. Där återfinns också den rödlistade fågeln tretåig hackspett.

### Administrativ indelning
Fram till 2016 var kommunen för befolkningsrapportering indelad i nio församlingar – Arvika Västra, Arvika Östra, Brunskog, Glava, Gunnarskog, Mangskog, Ny, Stavnäs-Högerud och Älgå. 

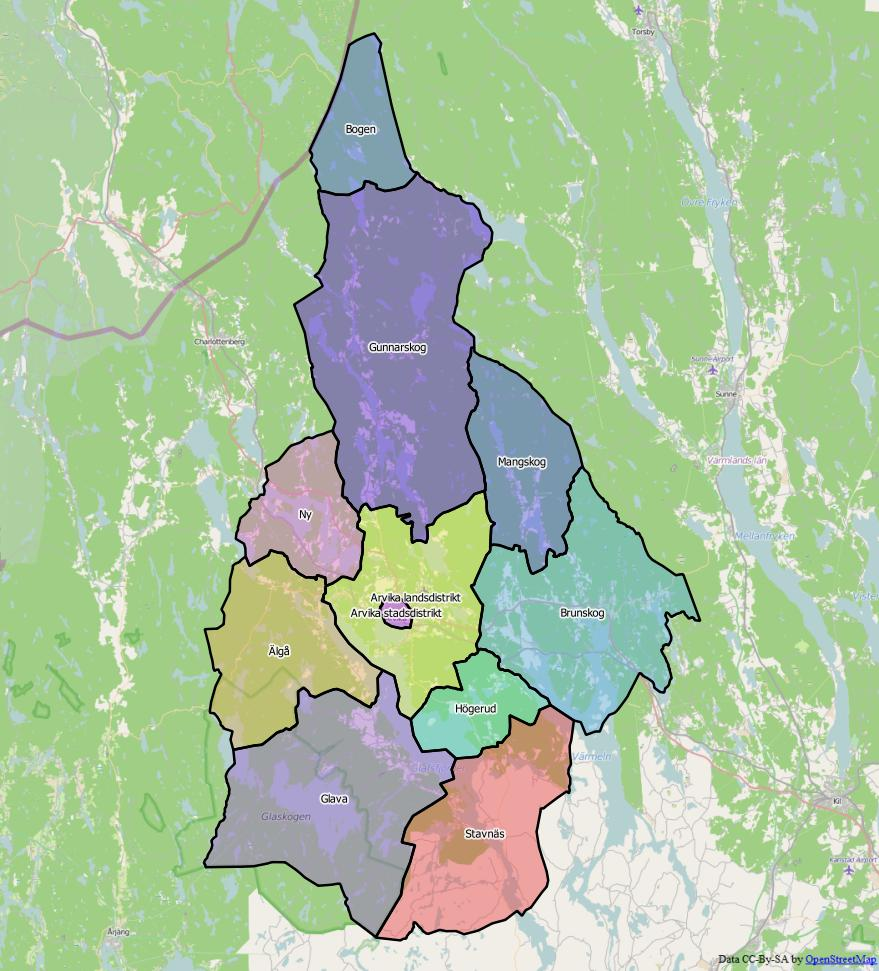
Distrikt inom Arvika kommun

Från 2016 indelas kommunen istället i 11 distrikt – Arvika landsdistrikt, Arvika stadsdistrikt, Bogen, Brunskog, Glava, Gunnarskog, Högerud, Mangskog, Ny, Stavnäs och Älgå. 

### Tätorter
Vid tätortsavgränsningen av Statistiska centralbyrån den 31 december 2015 fanns det åtta tätorter i Arvika kommun.
| Nr | Tätort     | Folkmängd |
| -- | ---------- | --------- |
| 1  | Arvika     | 13 926    |
| 2  | Jössefors  | 711       |
| 3  | Edane      | 666       |
| 4  | Prästängen | 445       |
| 5  | Sulvik     | 375       |
| 6  | Klässbol   | 310       |
| 7  | Gunnarskog | 275       |
| 8  | Glava      | 207       |

Centralorten är i fet stil.

## Styre och politik

### Styre
I Arvika kommun har Socialdemokraterna dominerat och styrt nästan hela tiden, utom mandatperioden 1976-1979 då det var en borgerlig koalition som styrde med Karl-Uno Richardson (C) som kommunalråd. 
Efter valet 2022 styr en majoritetskoalition bestående av Socialdemokraterna, Centerpartiet, Vänsterpartiet och Miljöpartiet.  
I Arvika finns ett kommunalråd och ett oppositionsråd. Mandatperioden 2022 till 2026 är Peter Söderström (S) kommunalråd och Kristina Bengtsson Nilsson (M) är oppositionsråd.

### Kommunfullmäktige

#### Presidium
| Presidium 2022-2026    | Presidium 2022-2026 | Presidium 2022-2026 |
| ---------------------- | ------------------- | ------------------- |
| Ordförande             | S                   | Lars-Ove Jansson    |
| Förste vice ordförande | M                   | Henrik Samuelsson   |
| Andre vice ordförande  | C                   | Jina Beri           |

#### Mandatfördelning 1970–2022
| 3 | 24 | 10 | 8 | 4 |

| 45 |

| 3 | 22 | 13 | 7 | 4 |

| 45 |

| 2 | 21 | 14 | 6 | 6 |

| 40 | 9 |

| 3 | 22 | 12 | 5 | 7 |

| 35 | 14 |

| 3 | 23 |  | 9 | 4 | 9 |

| 33 | 16 |

| 3 | 22 |  | 8 | 7 | 8 |

| 33 | 16 |

| 3 | 23 | 3 | 8 | 6 | 6 |

| 31 | 18 |

| 3 | 20 | 2 | 2 | 7 | 5 |  | 9 |

| 32 | 17 |

| 4 | 25 | 3 | 5 | 4 | 8 |

| 29 | 20 |

| 6 | 23 | 3 | 4 | 4 |  | 8 |

| 28 | 21 |

| 5 | 23 | 3 |  | 5 | 5 | 2 | 5 |

| 28 | 21 |

| 3 | 23 | 2 | 2 | 6 | 3 | 2 | 8 |

| 32 | 17 |

| 3 | 23 | 2 | 2 | 5 | 3 |  | 10 |

| 28 | 21 |

| 4 | 23 | 3 | 4 | 5 | 2 |  | 7 |

| 28 | 21 |

| 3 | 20 | 2 | 6 | 6 | 2 |  | 9 |

| 23 | 26 |

| 3 | 18 | 2 | 3 | 7 | 3 |  | 2 | 10 |

| 25 | 24 |

- Övrigt 2022 är Arvikapartiet

### Nämnder

#### Kommunstyrelse
Kommunstyrelsen utgörs av 15 ordinarie ledamöter. Dessutom utgör Kommunstyrelsen även Arbetslöshetsnämnd, Trafiknämnd och Räddningsnämnd. Dess ordförande och vice ordförande utgör kommunens Krisledningsnämnd. Under Kommunstyrelsen finns tre utskott: kommunledningsutskottet, utskottet för lärande och stöd samt utskottet för vård och omsorg.
| Presidium 2022–2026    | Presidium 2022–2026 | Presidium 2022–2026        |
| ---------------------- | ------------------- | -------------------------- |
| Ordförande             | S                   | Peter Söderström           |
| Förste vice ordförande | S                   | Jenny Boquist              |
| Andre vice ordförande  | M                   | Kristina Bengtsson Nilsson |

#### Lista över kommunstyrelsens ordförande
Kommunstyrelsens ordförande är även kommunens kommunalråd. Nedan presenteras kommunstyrelsens ordförande genom tiderna:
- Arne Persson, Socialdemokraterna, 1971–1976[22][23]
- Karl-Uno Richardson, Centerpartiet, 1977–1978[24][25]
- Arne Persson, Socialdemokraterna, 1980–1984[26][27]
- Gunnar Nyberg, Socialdemokraterna, 1985–1994[28][29]
- Claes Pettersson, Socialdemokraterna, 1995–2014[30][31]
- Peter Söderström, Socialdemokraterna, 2014–[32]

Denna lista hämtas från Wikidata. Informationen kan ändras där.

#### Övriga nämnder
| Nämnd                | Ordförande | Ordförande              | Vice ordförande | Vice ordförande      | Andre vice ordförande | Andre vice ordförande      |
| -------------------- | ---------- | ----------------------- | --------------- | -------------------- | --------------------- | -------------------------- |
| Arbetslöshetsnämnd   | S          | Peter Söderström        | S               | Jenny Boquist        | M                     | Kristina Bengtsson Nilsson |
| Civilförsvarsnämnden | S          | Peter Söderström        | S               | Jenny Boquist        | M                     | Kristina Bengtsson Nilsson |
| Myndighetsnämnden    | S          | Gerd Karlsson           | S               | Stefan Åström        | M                     | Johnny Blomquist           |
| Socialnämnden        | S          | Henrik Axelsson         | V               | Linda Hansen Grundel | M                     | Börje Wahlund              |
| Trafiknämnden        | S          | Peter Söderström        | S               | Jenny Boquist        | M                     | Kristina Bengtsson Nilsson |
| Valnämnden           | S          | Marie Lundin Karphammar | S               | Ove Lundström        | M                     | Jan Westergren             |

Källa:

### Internationella relationer

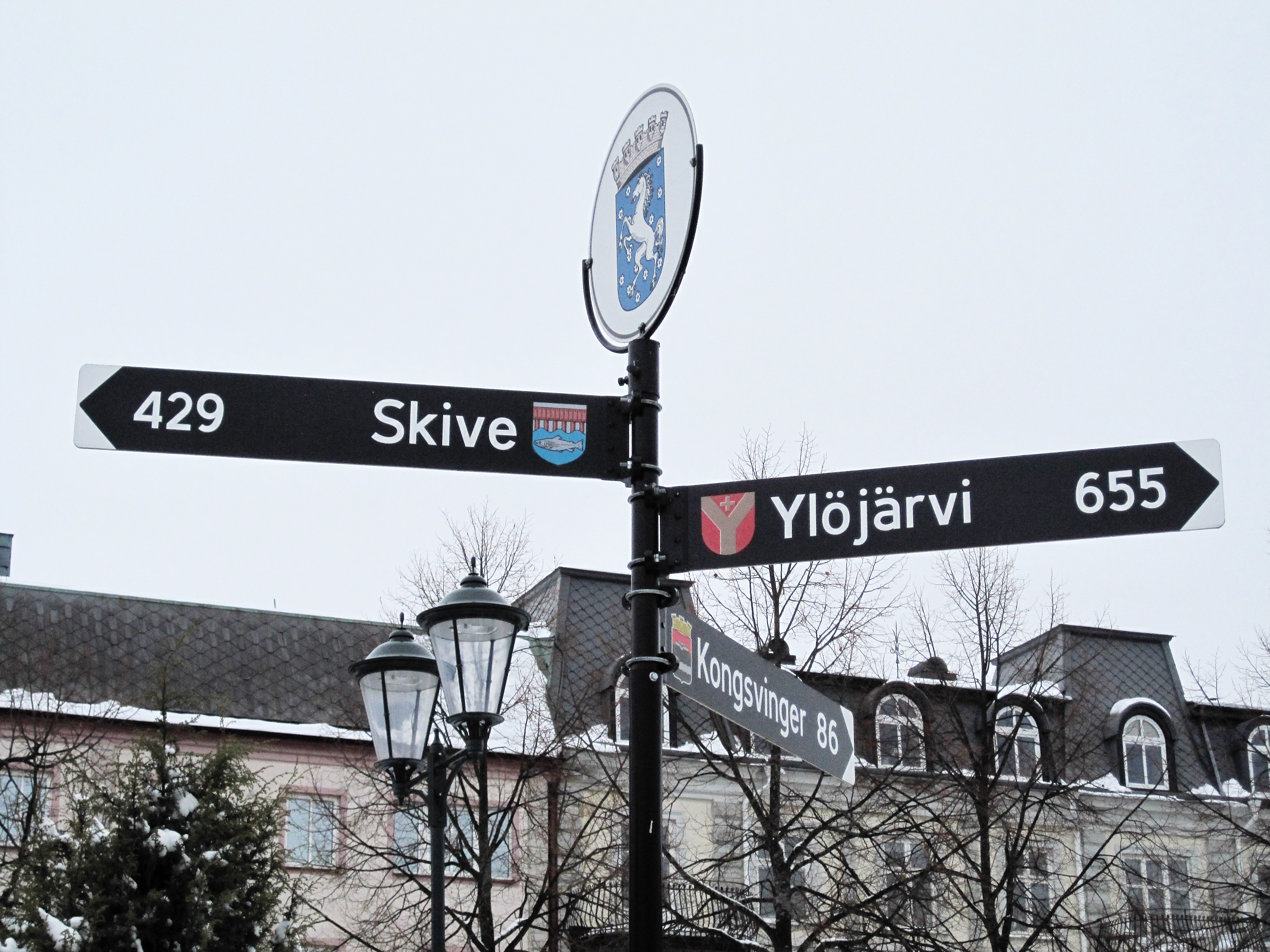
Vänorterna Skive, Kongsvinger och Ylöjärvi med avståndsangivelser.

Arvika kommun är med i den nordiska samarbetsregionen ARKO, vilken inkluderar 11 svensk-norska kommuner. Syftet med samarbetet beskrivs som "att skapa och förmedla kontakter samt driva gemensamma projekt". Utöver detta har kommunen vänortsavtal med tre orter – Kongsvinger i  Norge, Skive i Danmark och Ylöjärvi, Finland. Syftet med samarbetet beskrivs som "att  utbyta erfarenheter och bidra till utvecklingen i kommunerna inom olika områden". Därtill kommer ett antal tidsbegränsade internationella samarbeten, företrädesvis inom områdena utbildning, teknik, näringsliv och det sociala området.

## Ekonomi och infrastruktur

### Näringsliv
På 1600-talet inleddes en järnbruksepok som kom att vara under 200 år. En förutsättning för detta var områdets naturtillgångar i form av skog och sjöar. Från västra Bergslagen fraktades tackjärn över Vänern och vidare genom sjösystemen till små bruk där tackjärnen kunde smidas till sstångjärn.År 1837 tillkom en sluss i Säffle som förband  Glafsfjorden med Vänern, vilket underlättade transporterna. Senare ersattes järnbruket med skogsindustrin och sjöarna användes då istället för flottning. Eftersom tog skogsbolag över allt mer av skogen och ägde senare omkring 40 procent, således kom allt mer  skogsråvara att gå till industrierna vid Vänern. Det som blev kvar var mindre sågar och en sulfitfabrik. Fram till 1930-talet var sjöfrakten viktig, men Nordvästra stambanan som knöt an till Kristiania i Oslo och Stockholm var starkt bidragande till att industrier grundades i Arvika. Exempel på sådana fabriker som grundades i början av 1900-talet Arvikaverken, en tobaksfabrik, ett spinneri samt mekaniska verkstäder. Näringslivet har dock genomgått en radikal förändring sedan 1950-talet. Jordbruken minskade med 80 procent under åren 1951 till 1981, skogsbruket har mekaniserats och industrier har tillkommit medan andra lagts ner. I början av 2020-talet är de största arbetsgivarna Volvo Construction Equipment AB som tillverkar hjullastare och dumprar, Thermia Värmepumpar AB som tillverkar värmepumpar och Arvika Gjuteri. Andra företag som märks är Bengt Lundin AB som tillverkar plastkassar och Moelven Edanesågen AB. Bland de offentliga arbetsgivarna återfinns kommunen själv samt regionen genom länsdelssjukhuset.

### Infrastruktur

#### Transporter
Kommunen genomkorsas av järnvägen Laxå–Charlottenberg. Dessutom utgör riksväg 61 och länsvägarna 172 och 175. I södra delarna av kommunen löper glasskogens vandringsleder.

## Befolkning

### Demografi

#### Befolkningsutveckling
Kommunen har 25 519 invånare (31 mars 2025), vilket placerar den på 104:e plats avseende folkmängd bland Sveriges kommuner. 
| Befolkningsutvecklingen i Arvika kommun 1970–2020                                                               | Befolkningsutvecklingen i Arvika kommun 1970–2020 | Befolkningsutvecklingen i Arvika kommun 1970–2020 | Befolkningsutvecklingen i Arvika kommun 1970–2020 | Befolkningsutvecklingen i Arvika kommun 1970–2020 |
| --- | ------------------------------------------------- | ------------------------------------------------- | ------------------------------------------------- | ------------------------------------------------- |
| |                                                   |                                                   |                                                   |                                                   |
| År |                                                   |                                                   | Folkmängd                                         |                                                   |
| 1970 | 1970                                              |                                                   | 27 296                                            |                                                   |
| 1975 | 1975                                              |                                                   | 27 446                                            |                                                   |
| 1980 | 1980                                              |                                                   | 26 891                                            |                                                   |
| 1985 | 1985                                              |                                                   | 26 558                                            |                                                   |
| 1990 | 1990                                              |                                                   | 26 887                                            |                                                   |
| 1995 | 1995                                              |                                                   | 26 919                                            |                                                   |
| 2000 | 2000                                              |                                                   | 26 188                                            |                                                   |
| 2005 | 2005                                              |                                                   | 26 265                                            |                                                   |
| 2010 | 2010                                              |                                                   | 26 034                                            |                                                   |
| 2015 | 2015                                              |                                                   | 25 841                                            |                                                   |
| 2020 | 2020                                              |                                                   | 25 932                                            |                                                   |
| Anm: Uppgifterna avser förhållandena den 31 december enligt den kommunala indelningen den 1 januari året efter. |                                                   |                                                   |                                                   |                                                   |

## Kultur

### Evenemang
Arvika hamnfest är en årlig musikfestival som sedan 2005 arrangeras i början av augusti.  Sedan 2012 pågår festivalen under tre dagar, dessförinnan två dagar. Enligt uppgifter från år 2022 lockar festivalen över 20 000 besökare. Den tidigare Arvikafestivalen anordnades av föreningen Galaxen som gick i konkurs 2011.

### Kulturarv
År 2022 fanns 859 fornlämningar, med ursprung  kommunen, registrerade hos Riksantikvarieämbetet. Bland dessa märks   Skramlestenen, en runsten från omkring 500 e.Kr och fornborgen Rudsklätten.
I kommunen finns också fyra byggnadsminnen – Krukmakeriet på Övre Stortorpet , Christian Erikssons ateljéer m.m. i Oppstu hage, Sölje herrgård och Älgå spiksmedja.

### Kommunvapen
Blasonering: En häst av silver på blått fält, bestrött med kugghjul av samma metall.
Arvika kommunvapen fastställdes för Arvika stad 1918. Hästen kommer troligen från en utställning i Arvika 1911. De övriga fem kommuner som helt eller delvis lades samman med staden för att bilda Arvika kommun 1971 hade samtliga vapen, skapade på 1950-talet. Man bestämde dock att den nya kommunen skulle anta stadens vapen och detta registrerades hos PRV 1974.